# Johann Albrechtsberger
Johann Georg Albrechtsberger (Klosterneuburg, 3 februari 1736 – Wenen, 7 maart 1809) was een Oostenrijks organist, componist en theoreticus. Hij behoort tot de Eerste Weense School en was een van de leraren van Ludwig van Beethoven.

## Leven
- 1743 Hij wordt koorknaap in Stift Klosterneuburg en leert er orgel spelen en de basisprincipes van de muziektheorie.
- 1749 Koorknaap in de abdij van Melk
- 1753 Studeert filosofie aan het Jezuïetenseminarie in Wenen
- 1754 Is organist in Raab, het huidige Győr in Hongarije
- 1757 Organist in Maria Taferl in Neder Oostenrijk
- 1758 Keert terug naar de abdij van Melk als organist
- 1766 Terug in Raab
- 1768 Organist en orgelbouwer in Wenen
- 1772 Door Keizer Jozef II benoemd tot tweede organist aan het hof
- 1792 Wordt eerste organist en adjunct kapelmeester van de Sint Stephansdom.
- 1793 Bij het overlijden van Leopold Hofmann volgt hij deze als kapelmeester op en zal die functie aan het hof tot aan zijn dood uitoefenen.
- 1809 Overlijdt en wordt begraven op het Sankt Marxer Friedhof in Wenen.

## Werken
Missen, symfonieën, concerten (onder meer voor harp en orkest, en trombone en orkest), kamermuziek.
Albrechtsberger is het best bekend gebleven als volgeling van de “oude stijl”. Hij was een meester van het contrapunt die niet enkel de techniek van Palestrina maar ook van Bach begreep. Dit wordt het best weerspiegeld in zijn kerkmuziek maar zelfs zijn profane instrumentale muziek heeft niet steeds de toen gebruikelijke galante stijl.
Zijn faam als theoreticus bezorgde hem veel leerlingen waarvan sommige later eminente musici zijn geworden zoals Johann Nepomuk Hummel, Ignaz Moscheles, Franz Xaver Wolfgang Mozart of Josef Weigl. De bekendste evenwel is Ludwig van Beethoven die uit onvrede met de manier waarop Haydn hem begeleidde, les ging volgen bij Albrechtsberger. Deze laatste zei ooit over hem dat hij nooit iets behoorlijks zou maken.
Een groot deel van zijn werken, zowel vocale als instrumentale, bestaat enkel in de vorm van manuscripten. Deze bevinden zich in de bibliotheek van de Gesellschaft der Musikfreunde in Wien, beter bekend als Wiener Musikverein.
Zijn belangrijkste bijdrage zijn evenwel zijn theoretische werken. In 1790 publiceerde hij een verhandeling over compositie. Na zijn dood publiceerde zijn leerling Ignaz von Seyfried zijn geschriften over harmonie, een werk in drie delen.